# Karl Türk (Politiker, 1840)
Karl Türk (geboren 13. Mai 1840 in Jägerndorf, Österreichisch-Schlesien; gestorben am 30. April 1908 in Hillersdorf, Bezirk Jägerndorf) war ein österreichischer deutschnationaler, antisemitischer Politiker. Er war 1885–1891 und 1897–1900 Abgeordneter zum Reichsrat und gehörte zur Alldeutschen Bewegung Georg von Schönerers.

## Leben

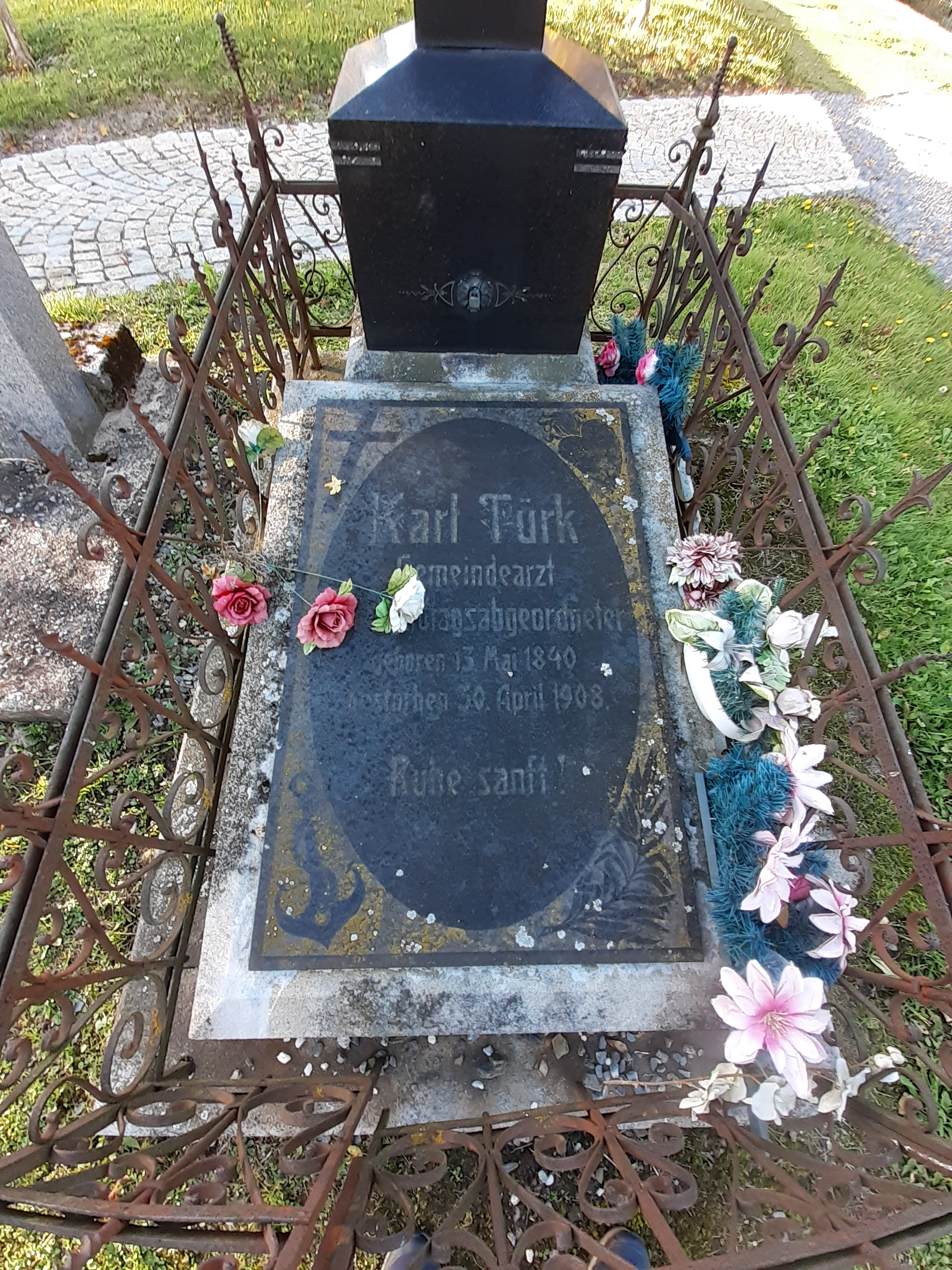
Grab von Karl Türk am Kirchhof von Holčovice (Hillersdorf)

Karl Türk stammte aus einfachen Verhältnissen: sein Vater war Tuchmachergehilfe, die Eltern heirateten erst ein halbes Jahr nach seiner Geburt. Er wurde an der Medizinisch-chirurgischen Akademie in Olmütz zum Wund- und Geburtsarzt ausgebildet. Er arbeitete als Fabriksarzt in Wiese (Bezirk Jägerndorf) und bewirtschaftete ein durch seine Heirat mit Aloisia Gräbner 1869 erworbenes landwirtschaftliches Gut in Neuerbersdorf (Bezirk Freudenthal). Ein Sohn war der Hämatologe Wilhelm Türk (1871–1916). Ab 1891 war er Gemeindearzt in Hillersdorf. Er saß von 1885 bis 1890 und 1897 bis 1901 als Vertreter der Landgemeinden Österreichisch-Schlesiens im Abgeordnetenhaus des Österreichischen Reichsrats. Von 1890 bis 1908 gehörte er dem Schlesischen Landtag an. Er war Mitglied im Schulverein für Deutsche (einer antisemitischen Abspaltung vom Deutschen Schulverein) und Vorsitzender des Deutschen Volksvereins in Wien.
Im Reichsrat trat Türk als deutsch-nationaler Antisemit und Gefolgsmann Georg von Schönerers auf. Nach Schönerers Mandatsentzug 1888 und dem Abwandern vieler Gesinnungsgenossen zu Karl Luegers Christlichsozialen war Türk der Mittelpunkt der Schönerer-treuen deutschnationalen Abgeordneten. In der Reichsratsberatung über die Gesetzesvorlage zu den „Rechtsverhältnissen der israelitischen Religionsgesellschaften“ im Februar 1890 brachte er die acht Jahre zurückliegende Affäre von Tiszaeszlár zur Sprache, um die Blutbeschuldigung gegen die Juden in den Raum zu stellen, und es gelang ihm, die Debatte in diese Richtung abzulenken.
In den Reichsratssitzungen zwischen dem 8. und 16. November 1899 über die Unruhen in Mähren wurde auch der aktuelle Fall Hilsner thematisiert, und Türk gelang es mit seinem ersten Debattenbeitrag am 9. November erneut, die Blutbeschuldigung zum parlamentarischen Thema zu machen.

## Schriften
- Böhmen, Mähren und Schlesien. Mit einer Sprachenkarte. J. F. Lehmann, München 1898, OCLC 22466348 (= Der Kampf um das Deutschtum, Heft 6); als Faksimilie: Wolfgang Witiko Marko (Hrsg.): im Verlag Böhmische Dörfer, Trier 2004, ISBN 3-937369-40-6.
- Die Ritter vom Gelde. Roman, 1891; siehe Matthew Lange: Die Ritter vom Gelde (Roman von Karl Türk, 1891). In: Handbuch des Antisemitismus, Judenfeindschaft in Geschichte und Gegenwart. Band 7. Literatur, Film, Theater und Kunst, 2014, S. 405–407, ISBN 978-3-11-025873-8.
- Die Verjudung Oesterreichs eine Warnung für das deutsche Reich. Rede gehalten zu Berlin im „Großen Kaisersaal von Buggenhagen“ [Moritzplatz] am 18. Juni 1889, G. Hoeppner, Berlin 1889, OCLC 39462819.